# Peichin Takahara
Peichin Takahara (em japonês:  高原 親雲上, Takahara Pēchin)[a] foi um mestre de Okinawa-te, nascido na família Kogusuku de Kumemura, em Shuri, e muito importante no desenvolvimento que viria a culminar no caratê. Viveu de 1683 a 1760, sendo da casta militar de Oquinaua.

## Biografia
Em 1683, na vila de Akata Cho, no seio de uma família tradicional de Oquinaua, da classe militar da sociedade local, Peichin Takahara, que viria a se tornar um monge. Desenvolveu as habilidades de astrônomo e cartógrafo, sendo-lhe atribuída a autoria dos primeiros mapas de Oquinaua. Treinou com Matsu Higa Peichin.

## Contribuições
O monge Takahara introduziu no te os primeiros conceitos de Dô (道, dō), que seriam na formação do caratê moderno mais realçados, no processo pelo qual passaram as artes marciais japonesas durante a transição do século XIX para o século XX.
Como aluno, teve a Kanga Sakukawa, para quem repassou todos os seus conhecimentos e, quando viu que não poderia contribuir com seu aperfeiçoamento, encaminhou-o para treinar com o mestre de chuan fa Kushanku.